# François Gérard
François Gérard a fost un pictor francez, n. 4 mai 1770, Roma, Statele Papale – d. 11 ianuarie 1837, Paris, Franța. Mama lui era italiancă iar tatăl său era un funcționar la ambasada franceză din Italia.